# Recordatorio anual
Los recordatorios anuales fueron una serie de manifestaciones periódicas que realizaron las organizaciones homófilas estadounidenses. Los recordatorios tenían lugar el 4 de julio (fiesta de la independencia en Estados Unidos) en el Independence Hall de Filadelfia y empezaron en 1965, siendo una de las primeras acciones de reivindicación de derechos LGBT de Estados Unidos. El objetivo de las manifestaciones era informar y recordar al pueblo estadounidense que las personas pertenecientes al colectivo LGBT no disfrutaban de la protección de derechos civiles básicos. 
Los recordatorios se celebraron todos los años hasta 1969, la última se realizó poco después de los disturbios de Stonewall del 28 de junio, que se consideran el punto de partida del moderno movimiento de liberación gay. A partir de entonces los organizadores del recordatorio decidieron dejar de celebrar las manifestaciones del 4 de julio para unirse a la organización del día de la liberación de la calle Christopher del 28 de junio de 1970 que conmemoraba el aniversario de la revuelta.

## Origen
La manifestación se le ocurrió al activista Craig Rodwell como continuación de una protesta frente a la Casa Blanca del 17 de abril de 1965 que realizaron miembros de la Mattachine Society de Nueva York y Washington, de la Janus Society de Filadelfia y la delegación de Nueva York de Daughters of Bilitis. Todas las organizaciones nombres operaron bajo el nombre colectivo de East Coast Homophile Organizations (ECHO). El nombre de la manifestación fue elegido para recordar a los estadounidenses que a un número sustancial de ciudadanos se les negaban los derechos a «la vida, la libertad y la persecución de la felicidad» como garantiza la declaración de independencia de Estados Unidos. Entusiasmados con la idea de Rodwell los componentes de la ECHO se reunieron para la manifestación del primer recordatorio dos meses después. A esta primera manifestación acudieron treinta y nueve personas, entre los que se encontraban veteranos activistas como Frank Kameny, Barbara Gittings y Kay Tobin. Kameny insistió en que los participantes siguieran un estricto código de vestimenta, con chaquetas y corbatas para los hombres y vestidos para las mujeres. Con esto Kameny pretendía representar a los homosexuales como trabajadores respetables. Los manifestantes llevaban pancartas con lemas como: «homosexuales reclamando derechos» y «15 millones de homosexuales estadounidenses piden igualdad, oportunidades y dignidad». La protesta duró de las 3:30 a las 5:00 p. m. La cobertura de la prensa fue escasa, aunque la revista Confidential hizo un gran reportaje sobre el recordatorio y otras manifestaciones homófilas en octubre de 1965 bajo el titular «Homos On The March» (Homosexuales en protesta).

## Último recordatorio
El recordatorio anual continuó celebrándose hasta el 4 de julio de 1969. Este último recordatorio tuvo lugar sólo una semana después de los disturbios de Stonewall del 28 de junio, que empezaron cuando los clientes de un bar gay de Greenwich Village se enfrentaron a la policía que estaba realizando una redada en el bar. Rodwell recibió varias llamadas de teléfono amenazándole a él y a los demás participantes de Nueva York, pero consiguió protección policial para el autobús de la delegación durante todo el camino hasta Philadelphia. Participaron unas 45 personas, entre las que se encontraban el alcalde adjunto de Philadelphia y su esposa. El código de vestimenta seguía vigente y todos caminaron en fila de a uno con la única excepción de dos mujeres de Nueva York que caminaron unidas de la mano. Cuando Kameny intentó que se separaran, Rodwell enfadado lo denunció a los miembros de la prensa asistentes.
Tras el recordatorio de 1969 hubo una sensación, especialmente entre los participantes más jóvenes y radicales, de que el tiempo de las manifestaciones silenciosas había pasado. Como declaró Frank Kameny: «Manifestarse así se volvió cuestionable. La disensión y la insatisfacción empezaron a tener nuevas y más enfáticas formas de expresión en la sociedad.» En la siguiente reunión de la Conferencia regional este de las organizaciones homófilas (la sucesora de ECHO), Rodwell propuso la resolución, que la conferencia aprobó, de trasladar la manifestación del 4 de julio a la última semana de junio para conmemorar los disturbios de Stonewall. La nueva manifestación que se conocería como el día de la liberación de la calle Christopher.
Los recordatorios anuales se conmemoraron en 2005 con la colocación de un cartel indicador histórico del estado de Pensilvania que realizó la comisión histórica y museística de Pennsylvania Historical and Museum Commission, en la esquina de las calles sexta y Chestnut.

## En la ficción
En la película de 1995, Stonewall, se representa un recordatorio anual ficticio. Aunque, a diferencia de lo que ocurrió realmente, lo coloca al principio del verano, precediendo a los disturbios de Stonewall del 28 de junio.